# Tunelul NATO (Bruxelles)
Tunelul NATO (în franceză Tunnel de l'OTAN, neerlandeză NAVO-tunnel) este un tunel rutier belgian situat în comuna Evere din Regiunea Capitalei Bruxelles. Tunelul face parte din autostrada A201, care asigură legătura între capitala Belgiei și aeroportul Brussels Airport. Tunelul a fost denumit după alianța militară și politică NATO, al cărei cartier general se află în apropiere.

## Date tehnice
Tunelul NATO este alcătuit din două tuburi, câte unul pentru fiecare direcție. Fiecare tub conține două benzi de circulație rutieră, stabilind o configurație generală de 2x2 benzi. Lungimea tunelului este de 235 de metri. Iluminatul la interior este asigurat de corpuri de tip AT-T, echipate cu lămpi fluorescente economice T5 de 49 W. În zonele de acces în tunel au fost instalate și corpuri de iluminat AF4, în scopul maximizării confortului vizual la trecerea de la o zonă iluminată natural la una iluminată artificial. Pe pereți au fost montate balize BalPlast pe bază de LED, care funcționează în permanență și sunt destinate ghidării șoferilor, precum și indicării ieșirilor de urgență în caz de incendiu.
Tunelul a fost realizat pentru ameliorarea mobilității și accesibilității în vecinătatea cartierului general al NATO. Lucrările de construcție au început pe 31 mai 2010 și au durat doi ani. Tunelul a fost inaugurat pe 15 octombrie 2012, la ora 06:00. Lucrările de la suprafață nu au fost totuși terminate decât în ianuarie 2013. 
Costul total al investiției a fost de 42.5 milioane de euro, din care 20 de milioane strict pentru tunel. Restul fondurilor au fost folosite pentru reconfigurarea Bulevardului Léopold III în zonă și realizarea de către MIVB/STIB a unei noi linii de tramvai, care a prelungit traseul 62 până la limita administrativă dintre regiunile Bruxelles și Flandra. Tunelul a fost construit la inițiativa Ministerului Mobilității capitalei Belgiei, iar fondurile au fost asigurate de Comitetul de Cooperare Beliris.
Limita de viteză în tunel a fost fixată la 70 km/h. La suprafață, în partea sa superioară, au fost amenajate piste pentru bicicliști și stații pentru mijloacele de transport în comun ale MIVB/STIB și De Lijn.